# Ulverston
Ulverston est une ville et une paroisse civile du Royaume-Uni, située dans le district de South Lakeland en Cumbria, dans le nord-ouest de l'Angleterre.

## Géographie
Faisant historiquement partie du Lancashire, la ville est établie dans la péninsule de Furness et juste au nord de la baie de Morecambe. Elle est située à 13 km au nord-est de Barrow-in-Furness et à 7 km de la région montagneuse du Lake District.

## Histoire
En 1280, Ulverston obtient du roi Édouard Ier une charte de ville de marché.

## Sites et monuments
Le monument plus visible d'Ulverston est le Hoad Monument, une structure de béton construite en 1850 pour commémorer John Barrow.
La ville abrite également un festival sur Charles Dickens.

## Personnalités liées à la ville
- Amelia E. Barr (1831-1919), romancière, y est née.
- John Barrow (1764-1848), explorateur et administrateur , y est né.
- Norman Birkett (1883-1962),  1er baron Birkett, membre du Conseil privé du Roi, avocat et juge britannique réputé, y est né.
- Joshua King (1798-1857), mathématicien, président du Queens' College et titulaire de la Chaire de professeur lucasien de mathématiques de l'université de Cambridge, y est né.
- Stan Laurel (1890-1965) acteur, scénariste et réalisateur y est né. Avec Oliver Hardy, il forme le célèbre duo comique Laurel et Hardy.
- Jon St. Ables (1912-1999),  auteur de bande dessinée canadien, y est né.
- Keith Tyson (1969-), artiste contemporain , y est né.
- William Wilkinson (1744-1808), un des premiers entrepreneurs de la fonte britannique, y est né.

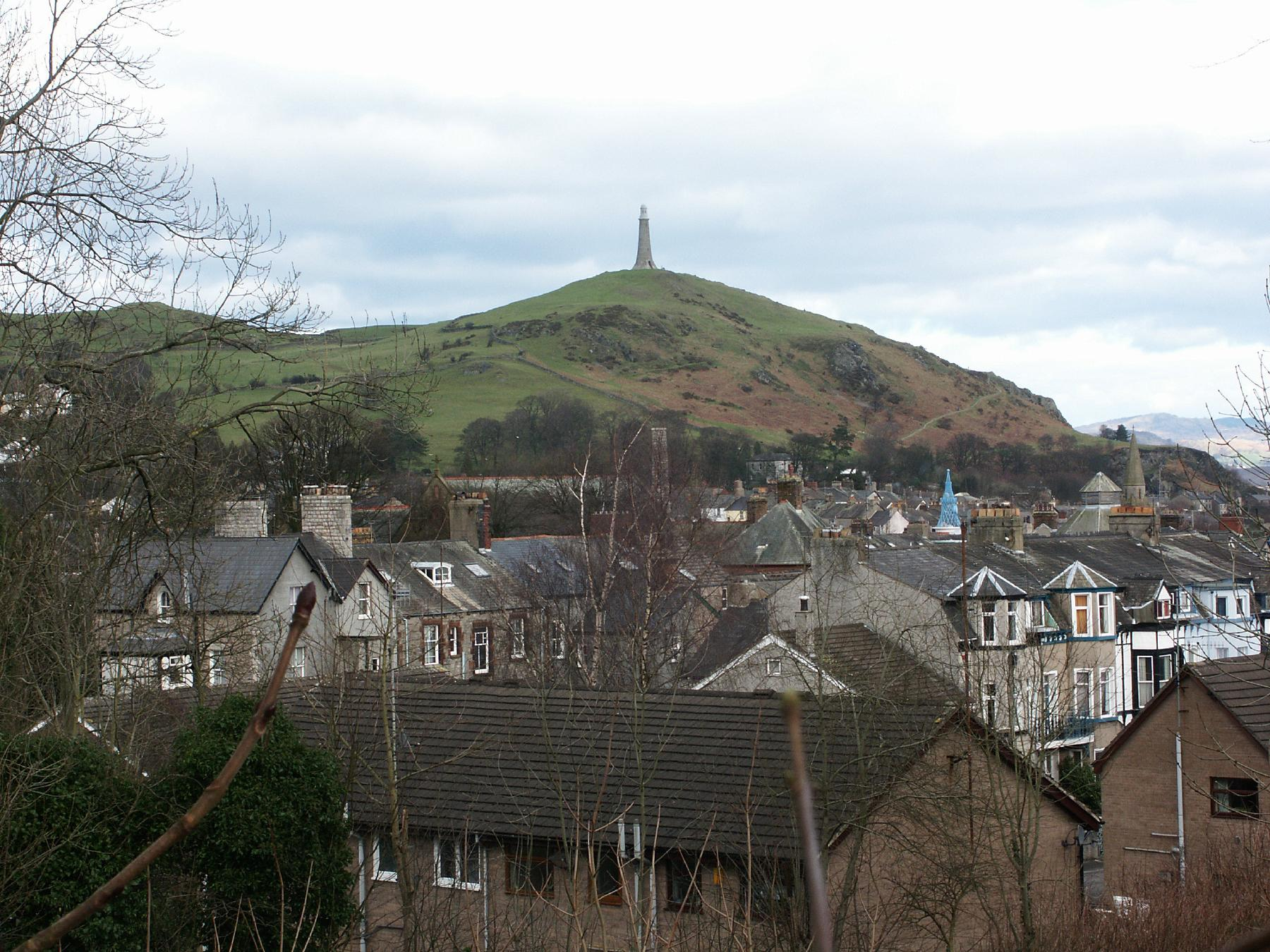
Le Hoad Monument surplombant la ville